# Miguel Hidalgo 2.ª Sección (Balancán)
Miguel Hidalgo 2.ª Sección es una localidad del municipio de Balancán ubicado en la subregión de los Ríos del estado mexicano de Tabasco.

## Geografía
La localidad se ubica a 22.1 kilómetros (en dirección sur) de la localidad de Balancán de Domínguez, la cabecera y lugar más poblado del municipio. Se sitúa en las coordenadas geográficas 18°00′13″N 91°33′25″O / 18.003611, -91.556944, a una elevación de 20 metros sobre el nivel del mar.

## Demografía
Según el Conteo de Población y Vivienda 2020, efectuado por el Instituto Nacional de Estadística y Geografía, la localidad de Miguel Hidalgo 2.ª Sección tiene 128 habitantes, de los cuales 65 son del sexo masculino y 63 del sexo femenino. Su tasa de fecundidad es de 2.9 hijos por mujer y tiene 42 viviendas particulares habitadas.
| Gráfica de evolución demográfica de Miguel Hidalgo 2.ª Sección entre 1995 y 2020 |
|                                                                                  |
| INEGI.                                                                           |